# إسكندر شاه السوري
إسكندر شاه السوري (المتوفى في سنة 1559م) هو سادس حكام سلالة آل سور. اعتلى العرش في سنة 1555م بعد أن أطاح بإبراهيم شاه السوري.
اسمه الحقيقي هو أحمد خان السوري، وهو صهر السلطان محمد عادل شاه السوري. وقد كان حاكمًا على لاهور قبل أن يثور على إبراهيم شاه وينتزع منه أغرة ودلهي ويجلس على العرش، وسيطر على المنطقة الواقعة بين نهري السند والغانج. وما غدا هيمو البقال أن استرد أغرة لسيده محمد عادل شاه السوري، فأضحت الهند تحت حكم ثلاثة سلاطين هم: محمد عادل شاه في أغرة ومالوة وجونفور، وإسكندر خان في دلهي والبنجاب، وإبراهيم شاه السوري في رقعة تمتد من بيانة إلى حدود غواليور.
بعد اعتلاء جلال الدين أكبر لعرش دولة المغول الهندية بدأ بالعمل للقضاء على أسرة آل سور، فخرج أكبر إلى لاهور فبلغ جالندهر وبعد أن علم إسكندر شاه بذلك ارتد من تلال «سيوالِك» إلى حصن «مانكُت» فاعتصم فيه. حتى إذا ماقدم أكبر ومدفعيته إلى هذا الحصن فتم تشديد الحصار عليه، فاضطر إسكندر إلى طلب الصلح، وتعهد بالولاء التام للسلطان أكبر مقابل السماح له بالمسير إلى البنغال بأمان، وحفظ أكبر على هذا الأمير كرامته فولاه «بهار» و«خريد» في الشرق؛ فلبث بها حتى وافته منيته بعد عامين في سنة 977هـ المُوافقة لِسنة 1569م.